# یمی ابیودن
یمی ابیودن (انگلیسی: Yemi Abiodun؛ زادهٔ ۲۹ دسامبر ۱۹۸۰) یک بازیکن فوتبال است.
از باشگاه‌هایی که در آن بازی کرده‌است می‌توان به باشگاه فوتبال ولینگ یونایتد اشاره کرد.
ابیودن در لندن متولد شد، او در جوانان باشگاه فوتبال میلوال بازی حرفه‌ای را شروع کرد. او اولین قرارداد را با باشگاه فوتبال ساوتند یونایتد امضا کرد.